# Microniphades schawalleri
Microniphades schawalleri – gatunek chrząszcza z rodziny ryjkowcowatych i podrodziny Molytinae.
Gatunek ten opisany został w 1987 roku przez Władimira W. Żerichina na podstawie pojedynczej samicy.
Chrząszcz o ciele długości 5,8 mm (bez ryjka), ubarwionym prawie jednolicie ceglasto. Ryjek na wierzchu delikatnie zakrzywiony, od spodu prawie prosty. Grube i gęste punktowanie obecne od nasady ryjka po nasady czułków oraz na przedzie głowy. Z tyłu głowy punkty zbieżne tak, że tworzą koncentryczne zmarszczki. Trzonek czułków prosty, maczugowaty. Funiculus o członach pierwszym i drugim znacznie dłuższych niż szerszych, od trzeciego do szóstego paciorkowatych, a siódmym szerszym niż dłuższym. Buławka czułka jajowata, spiczasto zwieńczona. Na przedpleczu przestrzenie między nieregularnymi, grubymi, gęsto rozmieszczonymi punktami delikatnie szagrynowane. Szczecinki na przedpleczu łuskowate. Pokrywy nieco od przedplecza szersze; ich rzędy regularne, opatrzone okrągłymi, dość płytkimi punktami, z których każdy ma w przedniej części ziarenko wyposażone w szczecinkę. Międzyrzędy w grzbietowej części pokryw delikatnie szagrynowane, łuskowato oszczecone, szerokości punktów w rzędach. Boczne międzyrzędy węższe. Śródpiersie o niepunktowanych i nagich płatach bocznych. Ostatni wentryt płaski i szeroko zaokrąglony.
Ryjkowiec znany wyłącznie z nepalskiego dystryktu Gorkha, z wysokości około 3600 m n.p.m.